# Riccardo III (téléfilm)
Pour plus de détails, voir Fiche technique et Distribution.
Riccardo III ou en forme longue Riccardo III (da Shakespeare) secondo Carmelo Bene, est une pièce de théâtre mise en scène en 1977 et adaptée la même année en téléfilm réalisé et interprété par Carmelo Bene. Bene considère ses versions non pas comme des revisitations ou des réinterprétations de la pièce originale de Shakespeare, mais comme une restitution de ce que Klossowski a appelé le « sens métaphysique du théâtre ». 
Le film est dédié à Gilles Deleuze. Le fait curieux de cette dédicace à son ami philosophe remonte au projet encore naissant de Riccardo III dont Carmelo Bene lui avait parlé. Enthousiaste, Deleuze en a fait un livre, Superpositions, imaginant la pièce à venir, sans même l'avoir vue.

## Synopsis
De cette version télévisée de Richard III, Maurizio Grande (it), dans son introduction, montre quelques caractéristiques. Sont éliminés...

« tous les personnages et même l'intrigue de la conquête du pouvoir, pour ne laisser sur le plateau, qu'une scène funèbre, dans la pénombre, Richard III avec ses fantômes. »

Laissant ainsi ...

« ...simplement les personnages féminins, ceux-là mêmes qui ont survécu aux massacres perpétrés par Richard III. [...] et avec elles il tisse une relation secrète, intime, comme si elles étaient ses fantômes, ses apparitions, ses fantasmes [...] »

Richard III tente par tous les moyens, en se déformant, d'attirer ces figures féminines (la duchesse d'York, Lady Anne, la reine Marguerite, la reine Elizabeth, Madame Shore) à ses côtés, de provoquer leur attention, en se faisant passer pour difforme, infirme et titubant... Comme à son habitude, Carmelo Bene utilise la forme du monologue qui restitue à Richard III sa solitude et ses fantômes, son théâtre privé, intimiste. Une intimité également suscitée par le choix des couleurs et des tons sombres. Comme pour son premier Hamlet télévisé, Carmelo Bene parvient à exploiter le médium télévisuel pour proposer sa propre façon de mettre en valeur les personnages. Richard III est presque toujours cadré en gros plan, son visage coupé en deux par un fort clair-obscur.

## Fiche technique
- Titre original : Riccardo III (da Shakespeare) secondo Carmelo Bene (litt. « Richard III (de Shakespeare) selon Carmelo Bene »[4])
- Réalisation et scénario : Carmelo Bene d'après la pièce Richard III de William Shakespeare, parue en 1597
- Photographie : G. Abballe
- Montage : Silvano Spiti
- Musique : Luigi Zito
- Décors et costumes : Carmelo Bene
- Société de production : RAI Radiotelevisione Italiana
- Pays de production :  Italie
- Langue originale : italien
- Format : Couleurs - 4:3
- Durée : 76 minutes
- Genre : Tragédie
- Date de diffusion :
  - Italie : 7 décembre 1981

## Distribution
- Carmelo Bene : Duc de Gloucester, futur Richard III
- Lydia Mancinelli : Duchesse d'York, mère de Richard, Clarenza et Édouard IV
- Maria Grazia Grassini (it) : Elizabeth (Reine et épouse d'Edouard IV)
- Daniela Silverio : Marguerite (ancienne reine veuve d'Henri VI)
- Susanna Javicoli : Lady Anna Warwick
- Laura Morante : Une servante (que Richard appelle « Buckingham »)
- Licia Dotti : Madame Shore (première maîtresse d'Édouard IV puis d'Hastings)